# Портрет Катерини Олексіївни Воронцової
«Воронцова Катерина Олексіївна» — портрет роботи художника Дмитра Левицького (1735—1822), українця за походженням, що працював в Петербурзі. Полотно зберігає Державний Російський музей.

## Катерина ІІ та Воронцови
За часів цариці Катерини ІІ магнатська родина Воронцових не користувалася пошаною у імператриці. Вона з підозрою відносилася до вельмож, що були наближені до її попередниці Єлизавети Петрівни та її убитого чоловіка Петра ІІІ. Одна з Воронцових була коханкою Петра ІІІ і ображена Катерина це добре пам'ятала. Ставлення було люб'язним, але підозрілим.
На перші місця були виведені інші родини — Орлови, Чернишови, Салтикови, Куракіни.

## Катерина Сенявіна
Вона — друга з чотирьох дочок російського адмірала Олексія Сенявіна. Коли дівчата підросли, імператриця узяла їх в палацовий штат і зробила фрейлінами. Розрахунок був простим — це була подяка адміралу за військові перемоги, а дочки після виховання при дворі та одруження мали стати опорою імператорського трону. Молода і приваблива Катерина Сенявіна почала фліртувати з графом Семеном Воронцовим. А пізніше — з фаворитом імператриці — Потьомкіним. Цього вже Катерина ІІ дозволити не могла. І при слушній нагоді сприяла шлюбу 35 — річного Семена Воронцова з Сенявіною. Весілля відбулося 18 серпня 1780 року. Дві вагітності та догдяд за немовлятами відірвали колишню фрейліну від двору Катирини ІІ і мимоволі — від Григорія Потьомкіна. Перехід Сенявіної в родину Воронцових змінив і прихильне ставлення до неї на приховано-підозріле.
У 1783 р. імператриця вислала Семена Воронцова з дипломатичною місією у Венецію. Дружина з дітьми відбула за чоловіком. Сенявіна хворіла на сухоти, що дали загостення хвороби у вологому кліматі. Вже через рік вона померла.

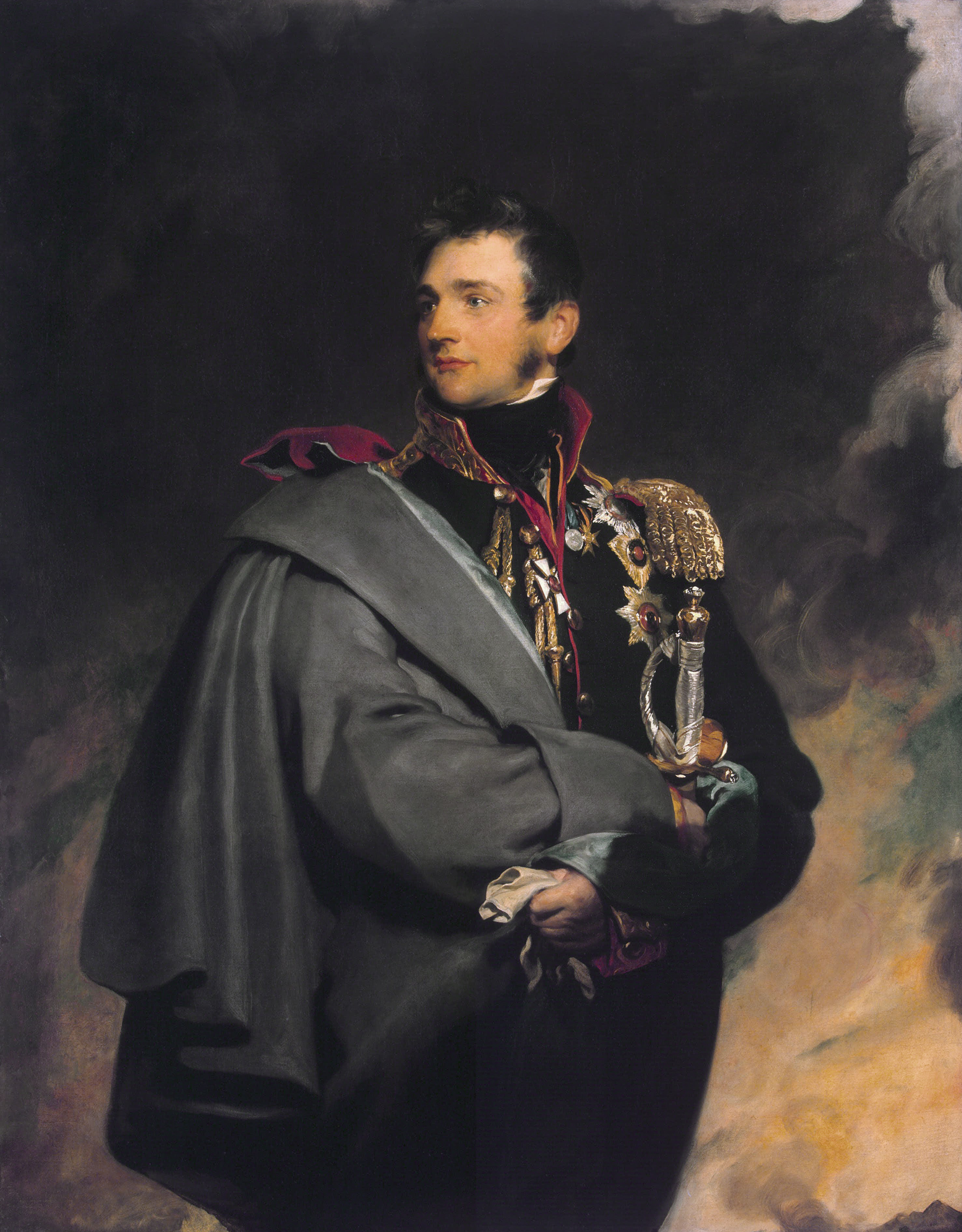
Худ. Томас Лоуренс. Воронцов Михайло Семенович

Левицький виконав велику кількість портретів жіночої половини родини вельмож Воронцових. У 1783 році, ймовірно перед відправкою у Венецію, йому й замовили портрет Катерини Олексіївни. Молода жінка у відкритій сукні з мереживом та з високою зачіскою. Монохромність портрета підкреслена лише мерехтливим атласом та зеленими бантами. Обличчя привітне, спокійне і щире. Ймовірно, вона бажала, щоби родина запам'ятала її саме такою.
Воронцова Катерина Олексіївна — рідна мати Михайла Воронцова, майбутнього генерал-губернатора Півдня Російської імперії, що обрав своїм центром місто Одесу. Це він — замовник та володар Воронцовського палацу в місті Алупка в Криму, Воронцовського палацу в Одесі.

## Див. також

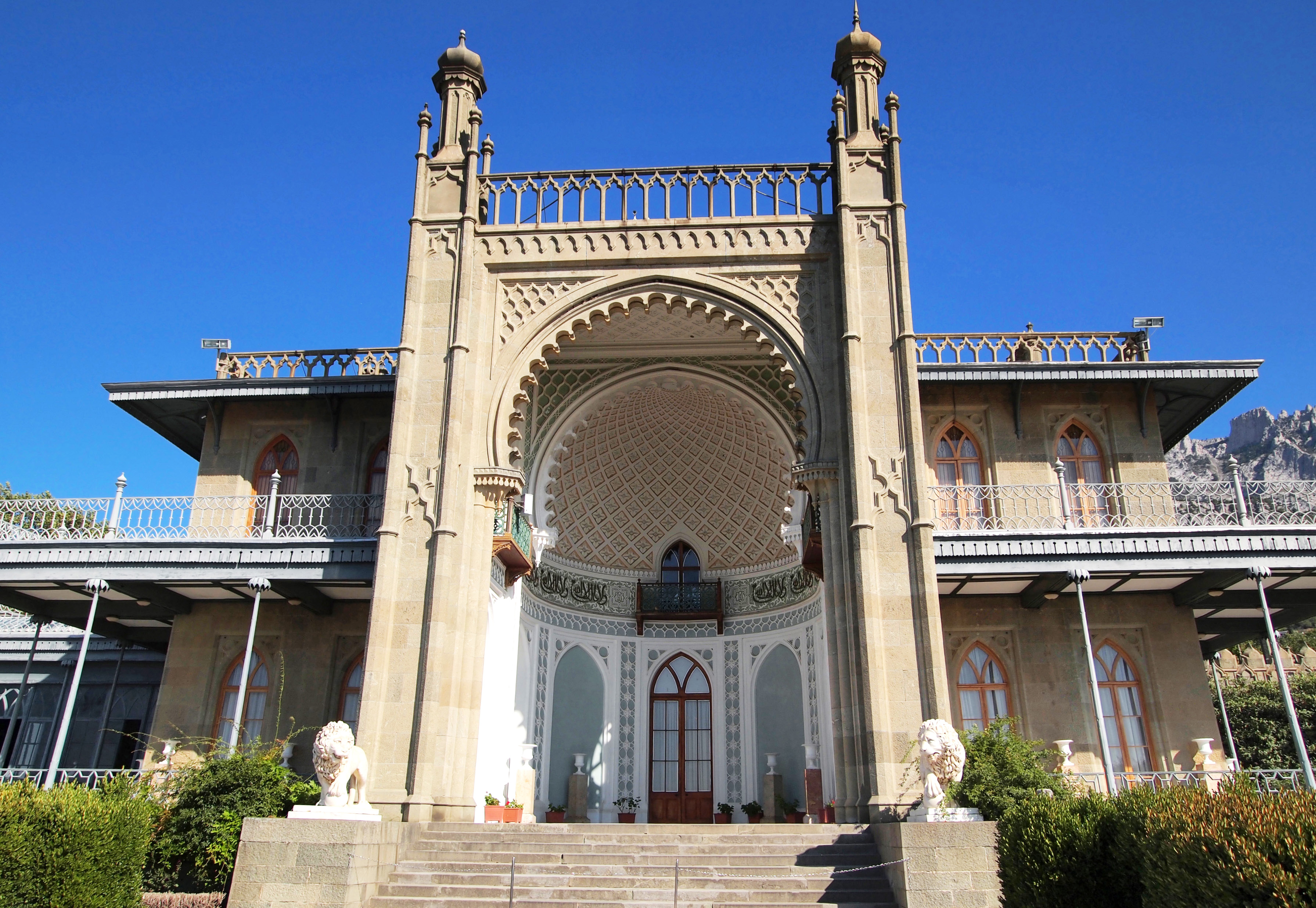
Алупка, Воронцовський палац